# Шона Лі
Шона Лі (англ. Shona Lee; нар. 19 серпня 1988) — колишня новозеландська тенісистка.
Найвищу одиночну позицію світового рейтингу — 583 місце досягла 22 жовтня 2007, парну — 407 місце — 21 липня 2008 року.
Здобула 1 парний титул туру ITF.
Завершила кар'єру 2010 року.

## Участь у Кубку Федерації

### Парний розряд
| Розіграш                                        | Стадія | Дата           | Місце                     | Супротивник                                 | Покриття | Партнерка      | Суперниці                           | W/L | Рахунок  |
| ----------------------------------------------- | ------ | -------------- | ------------------------- | ------------------------------------------- | -------- | -------------- | ----------------------------------- | --- | -------- |
| Кубок Федерації 2007 зона Азії/Океанії, група I | R/R    | 16 квітня 2007 | Крайстчерч, Нова Зеландія | Йорданія                                    | Тверде   | Ліенн Бейкер   | Сахар Аль Дісі Leen Irani           | W   | 6–0, 6–0 |
| Кубок Федерації 2007 зона Азії/Океанії, група I | R/R    | 20 квітня 2007 | Крайстчерч, Нова Зеландія | Казахстан                                   | Тверде   | Даєнн Голландс | Тетяна Ігнатченко Катерина Морозова | W   | 6–4, 6–1 |
| Кубок Федерації 2009 зона Азії/Океанії, група I | P/O    | 7 лютого 2009  | Перт, Австралія           | Збірна Австралії з тенісу в Кубку Федерації | Тверде   | Кайрангі Вано  | Кейсі Деллаква Ренне Стаббс         | L   | 2–6, 2–6 |

## Фінали ITF (1–3)

### Парний розряд (1–3)
| Легенда          |
| ---------------- |
| турніри $100,000 |
| турніри $75,000  |
| турніри $50,000  |
| турніри $25,000  |
| турніри $10,000  |

| Фінали за покриттям |
| ------------------- |
| Тверде (0–1)        |
| Ґрунт (1–2)         |
| Трава (0–0)         |
| Килим (0–0)         |

| Результат | Дата           | Категорія | Турнір                        | Покриття | Партнерка          | Суперниці                       | Рахунок          |
| --------- | -------------- | --------- | ----------------------------- | -------- | ------------------ | ------------------------------- | ---------------- |
| Поразка   | 4 вересня 2006 | $10,000   | Гоуп-Айленд, Австралія        | Тверде   | Кароліна Влодарчак | Шеннон Голдс Лусія Ґонсалес     | 4–6, 6–7(2–7)    |
| Поразка   | 28 квітня 2008 | $10,000   | Бухарест, Румунія             | Ґрунт    | Оксана Хомик       | Сімона Халеп Йонела-Андрея Йова | 3–6, 1–6         |
| Перемога  | 23 червня 2008 | $10,000   | Будапешт, Угорщина            | Ґрунт    | Віраг Немет        | Пальма Кіралі Моніка Коханова   | 6–2, 6–2         |
| Поразка   | 7 липня 2008   | $10,000   | Гархінг-бай-Мюнхен, Німеччина | Ґрунт    | Домініце Ріполль   | Влатка Йованович Саломе Льягуно | 6–1, 2–6, [6–10] |

## Фінали ITF серед юніорів

### Одиночний розряд (0/1)
| Легенда           |
| ----------------- |
| Junior Grand Slam |
| Категорія GA      |
| Категорія G1      |
| Категорія G2      |
| Категорія G3      |
| Категорія G4      |
| Категорія G5      |

| Результат | Дата          | Турнір                                           | Місце             | Покриття | Суперниця  | Рахунок  |
| --------- | ------------- | ------------------------------------------------ | ----------------- | -------- | ---------- | -------- |
| Поразка   | 17 липня 2005 | RADO ITF Northern Territory Junior Championships | Дарвін, Австралія | Тверде   | Саша Джонс | 1–6, 3–6 |

### Парний розряд (2/3)
| Легенда           |
| ----------------- |
| Junior Grand Slam |
| Категорія GA      |
| Категорія G1      |
| Категорія G2      |
| Категорія G3      |
| Категорія G4      |
| Категорія G5      |

| Результат | Дата           | Турнір                                        | Місце                                 | Покриття   | Партнерка        | Суперниці                       | Рахунок                 |
| --------- | -------------- | --------------------------------------------- | ------------------------------------- | ---------- | ---------------- | ------------------------------- | ----------------------- |
| Поразка   | 26 липня 2003  | South Pacific Junior Championships            | Лаутока, Фіджі                        | Тверде     | Лусі Коул        | Ева Лозінскі Елізабет Вокер     | 3–6, 6–7(4–7)           |
| Поразка   | 21 серпня 2003 | Oceania Closed Junior Championships           | Лаутока, Фіджі                        | Тверде     | Марина Еракович  | Даніелла Джефлі Джессіка Енґелс | 2–6, 6–7(12–14)         |
| Перемога  | 14 грудня 2003 | Perth ITF                                     | Перт, Австралія                       | Тверде     | Нікол Даґлас     | Ева Лозінскі Елізабет Вокер     | W/O                     |
| Перемога  | 12 лютого 2004 | Auckland 18 & Under Summer Championships      | Окленд (Нова Зеландія), Нова Зеландія | Тверде     | Лусі Коул        | Акіко Мінамі Наталі Солевскі    | 6–4, 6–2                |
| Поразка   | 24 липня 2005  | Нова Зеландія 18 & Under Indoor Championships | Окленд (Нова Зеландія), Нова Зеландія | Тверде (i) | Джоанна Моррісон | Ганна Фік Кайрангі Вано         | 6–4, 6–7(3–7), 0–1 ret. |